# Studium generale

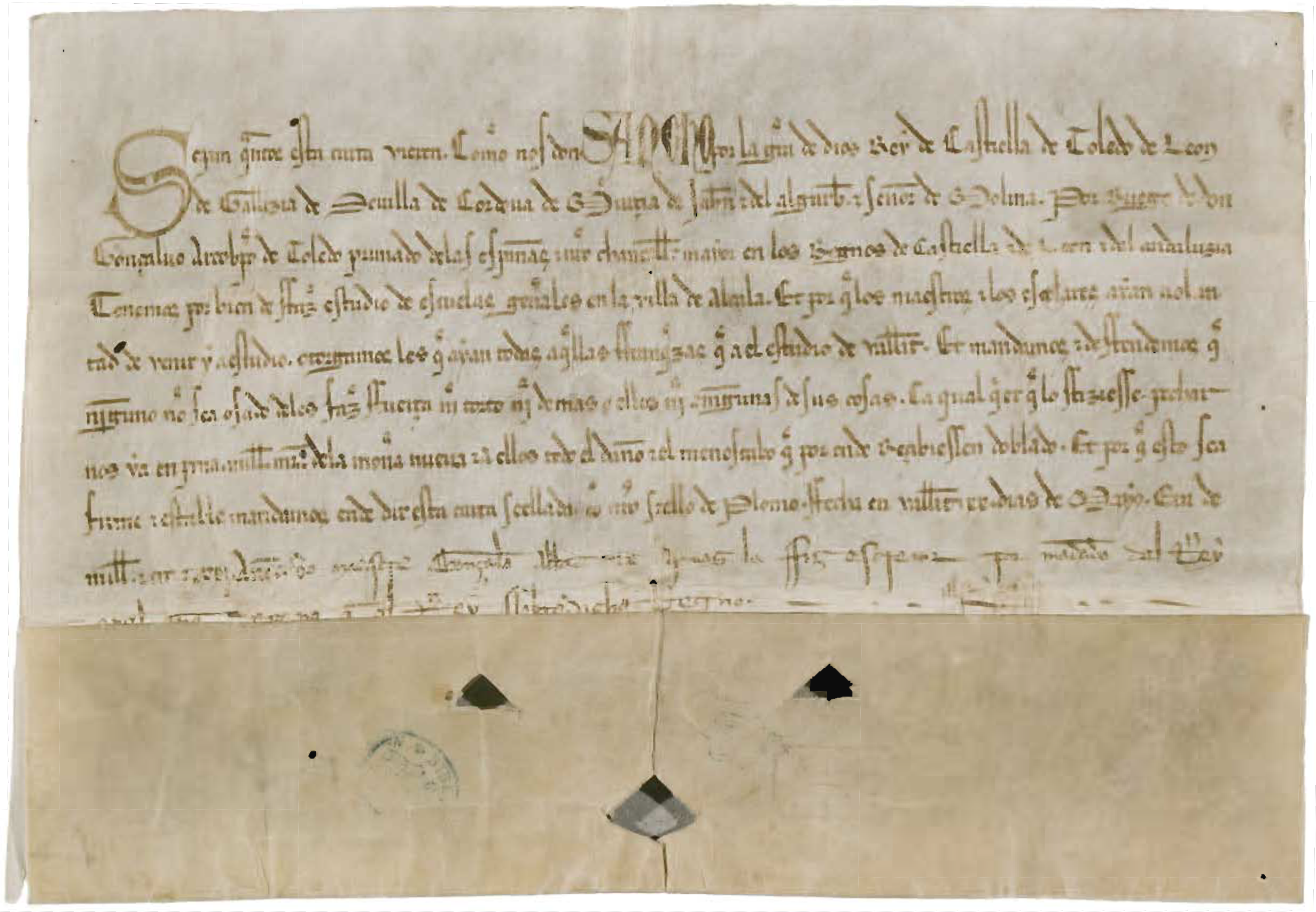
Privilegio promulgado por Sancho IV de Castilla para fundar los Estudios Generales de Alcalá de Henares (20 de mayo de 1293).

Studium generale (en latín, estudio general; en plural, studia generalia) es la institución de la que surgieron las primeras universidades en la cristiandad latina (un espacio coincidente a grandes rasgos con Europa occidental).
Desde la Alta Edad Media, tras el breve periodo en que funcionó la escuela palatina carolingia, funcionaban las escuelas monásticas y las escuelas catedralicias, que servían para la formación del clero. A falta de otras instituciones educativas, también acudían a ellas los seglares que deseaban instruirse. Con el tiempo, en reconocimiento de la importancia de su labor, las más notables recibieron el título de studium generale, otorgado por los papas, emperadores o reyes que las tomaban bajo su mecenazgo y otorgaban rentas para su sostenimiento; siendo con ello considerados los centros de enseñanza más prestigiosos. Todo ello se produjo en el contexto del crecimiento urbano y el desarrollo socioeconómico y cultural de una época especialmente dinámica, que ha sido denominada historiográficamente como "renacimiento del siglo XII". 
Los studia generalia debían cumplir tres condiciones: estar abiertos a estudiantes de cualquier procedencia geográfica, impartir enseñanza superior en alguna de sus escuelas o facultades (artes —las siete disciplinas del trivium y el quadrivium—, medicina, derecho y teología), y disponer de diferentes maestros para cada uno de los temas objeto de enseñanza. Los más afamados profesores de cada studium eran animados a desplazarse de unos a otros para compartir sus conocimientos y documentos, iniciando la cultura de intercambio y cosmopolita que caracteriza al espíritu universitario.

## Losstudiay los poderes
Los dos poderes universales, pontificado e imperio, así como el nuevo poder emergente, las monarquías feudales en tránsito a convertirse en monarquías autoritarias, rivalizaron en su capacidad normativa sobre estas nuevas instituciones, lo que más que intensificar su control sobre ellas, les otorgaba más derechos y libertades. Federico Barbarroja, en 1155 o 1158 (poco antes de la Segunda Dieta de Roncaglia) emitió la constitución imperial Authentica habita para dar derechos a los estudiantes y profesores de cualquier nacionalidad (particularmente a los del studium de Bolonia), tanto en su estancia como en sus desplazamientos, reconociendo el valor universal de conceptos tales como amor scientiae ("amor por el saber") y causa studiorum peregrinatio ("peregrinación por causa de estudios"). La legislación papal sobre asuntos educativos se multiplicó con los Concilios de Letrán (desde 1123), obligando a cada catedral a disponer de un maestro de gramática y a cada iglesia metropolitana a disponer de un teólogo. El papa Alejandro III estableció las dispensas "de residencia" (permitir a un clérigo seguir disfrutando de su beneficio eclesiástico si la razón de la ausencia de su puesto es realizar estudios —excepto los de derecho o medicina, considerados "lucrativos"—), lo que permitía una gran movilidad. El reconocimiento de fuero eclesiástico a profesores y alumnos no sólo les permitía eludir a la justicia civil, sino incluso en algunos casos a la jurisdicción episcopal, y remitirse directamente al Papa. Los privilegios concedidos al studium de París en 1215 y al de Bolonia en 1219 (y después los obtenidos por los demás) reconocían a estos studia el monopolio de la concesión de grados académicos (magister o doctor), y la vinculaba a un examen realizado por los profesores, lo que restringía la intervención del canciller (representante del obispo) a la mera concesión nominal de la licencia. Gregorio IX estableció los tres grados académicos de bachiller, licenciado y doctor.
La autonomía de los studia era ambivalente: en algunas cuestiones era tan amplia que incluso se reconocía una cierta forma de derecho de huelga corporativo (potestas suspensionis studii), y se dieron formas de protesta colectiva como el boicoteo de ciertas clases o la emigración masiva de profesores y estudiantes (dispersio o secesión, así nació el studium de Oxford frente al de París en 1167, el studium de Cambridge frente al de Oxford en 1209 y el de Vercelli frente al de Bolonia —o al de Padua— en 1228, y así se produjo la salida de estudiantes alemanes del studium de París en 1378, durante el cisma de Occidente, hacia Viena, Heidelberg y Colonia; y la de los del studium de Praga hacia el de Leipzig en 1409); pero en otras cuestiones era muy restringida, reservándose la facultad papal de restringir las materias o incluso los textos que podían enseñarse.

## StudiumyUniversitas
En 1231 la bula Parens scientiarum, de Gregorio IX, utiliza el término universitas para referirse corporativamente a la institución académica y jurídica que constituye un studium, concretamente al de París.

... dilectis filiis universis magistris scolaribus Parisiensibus salutem et apostolicam benedictionem.
(...)
... vocatis ad hoc et presentibus pro universitate scolarium duobus magistris...
(...)
Inhibemus autem expressius, ut scolares per civitatem armati non vadant, et turbatores pacis et studii universitas non defendat.
(...)
... quem ad hoc universitas ordinaverit...

En 1261 el mismo studium de París recibió esa denominación (Universitas Parisiensis o, de forma completa, universitas magistrorum et scholarium Parisiensis —"corporación de maestros y estudiantes de París"—); aunque haya documentos anteriores que ya la usaran explícita (carta del legado pontificio Robert de Courçon, de 1215) o implícitamente (la referencia a la communitas scholarium del obispo Eudes de Sully en 1207). La denominación "universidad" (castellanización del latín universitas) pudo ser ostentada en primer lugar por el studium de Salamanca, al que Alfonso X el Sabio otorgó en 1254 unas constituciones donde se los denomina ambiguamente, en apariencia de forma indistinta, Estudios y Universidat, e incluso Universitat del Estudio:

... los escolares de la Universitat del Estudio de Salamanca pedieron merced a mí don Alfonso por la gracia de Dios rey de Castilla, de León... que yo que les otorgase estas cosas que son escriptas en esta carta que me enviaron pedir con su procurador porque desían que fasían mucho menester a provecho del Estudio. E yo con grand sabor que he que el Estudio sea más avanzado e más aprovechado, caté aquellas cosas que me ellos pedieron e hobe mi consejo e mi acuerdo con los obispos e con arcidianos e con otros clérigos buenos que conmigo eran sobre ellas. E habido el consejo aquello que ellos entendieron que era pro e honra de mí e de míos regnos e de los escolares e de toda la tierra, aquello fis yo e mandé. E tove por bien que mandase faser ende carta abierta e sellada de mi sello colgado en que fuesen escriptas e las posturas que yo puse e mandé sobre este fecho e que supiesen cómo las deben guardar e tenir. E envío hi a los conservadores que yo fise que guardasen el Estudio e las cosas que pertenescen al Estudio.
(...)
Otrosí mando que los escolares de la Universidat non hayan sello comunal de la Universidat sino por mandato e por complaser del obispo de Salamanca.
(...)
Otrosí mando que los alcaldes de la villa guarden o fagan guardar los previllejos de la Universidat cuanto pertenesce a los derechos del rey.
Carta magna de Alfonso el Sabio... Fechada en Toledo, a 8 de mayo de 1254.

En el código de las Siete Partidas (1256-1265) el mismo rey distinguía el concepto de estudio general, fundado por papa, emperador o rey (en que hay maestros de las artes así como de gramática, e de lógica, e de retórica, e de arismética e de geometría, e de astrología ... maestros de decretos, señores de leyes) y estudio particular (cuando algún maestro muestra en alguna villa apartadamente a pocos escolares). Tanto en su reino como en la Corona de Aragón se fundaron también varias instituciones políglotas con las denominaciones studium arabicum, studium arabicum et hebraicum o Estudio e Escuelas generales de latín e de arábigo.

### Universitas scholariumyUniversitas magistrorum
En principio, la denominación universitas se empleaba para designar a los profesores y estudiantes que residían en un mismo lugar, distinguiendo la corporación o conjunto de estudiantes (universidad de escolares), la de profesores y alumnos (universidad de maestros y escolares) y a la institución en sí (universidad del estudio). También se recoge la diferencia del "modelo de Bolonia", que sería una Universitas scholarium (surgida del impulso de los estudiantes que buscaban profesores —como Irnerio o Acursio y los glosadores—, y que ejercían por sí mismos el gobierno y administración de la institución creada en su torno), y el "modelo de París", que sería una Universitas magistrorum (surgida en el seno de las escuelas catedralicias de Notre Dame y del prestigio de maestros como Pedro Abelardo).
En cualquier caso, la utilización de diversos términos, sin exclusividad, era lo habitual (escuelas, scholas, estudio solemne, studium universale, studium commune, etcétera), aunque los documentos oficiales siguieron utilizando mayoritariamente la expresión studium generale hasta el siglo XV, en que paulatinamente universitas llegó a utilizarse como sinónimo. También parece que el término studium generale implicaba una vinculación local (a un reino), mientras que el de universitas implicaba la validez internacional de estudios y titulaciones.

## Secuencia de creación destudium generale
En el reino de Sicilia, la Escuela Médica Salernitana funcionaba desde el siglo IX, aunque sin formar studium generale con otras facultades (la Universidad de Salerno no funcionó como tal hasta el siglo XIX). Los primeros studium generale fueron los de:
- Bolonia, fundados en 1089, especializados en Derecho, que recibieron el título de universidad en 1317
- París (1150, título de universidad en 1256)
- Oxford (1167, por la dispersio de los maestros y estudiantes ingleses de los Studia de París —aunque hay registro de actividad docente anterior, en 1096—)[2]
- Módena (1175)

En el siglo XIII la fundación de studium se intensificó, extendiéndose por muy diversos territorios:
- Vicenza (funcionó entre 1202 y 1209) —University of Vicenza—
- Palencia (1208), precursores de los de Valladolid (1241)
- Cambridge (1209, por la dispersio de un grupo de maestros y estudiantes de Oxford)[2][11]
- Arezzo (1215, título de universidad en 1355) —University of Arezzo—
- Salamanca (1218, aunque las Escuelas de la Catedral existían ya en 1130; fueron posiblemente los primeros que ostentaron el título de universidad, desde 1254)
- Montpellier (1220), especializados en Medicina
- Padua (1222, por dispersio de un grupo de estudiantes de Bolonia)[2]
- Nápoles (1224), fundada no como studium generale, sino como una verdadera institución estatal, sin vocación universal (se destinaba a la educación de los hijos de los funcionarios locales) y sin privilegio papal;[12] surgió como dispersio de los studia de Salerno[2]
- Vercelli (1228, por dispersio de los estudiantes de Padua, la mayor parte de los cuales volvió a esa ciudad tras expirar un contrato de ocho años, manteniéndose en Vercelli un Studium de existencia intermitente, hasta que en 1404 se estableció la Universidad de Turín)[13]
- Toulouse (1229)
- Siena (1240, título de universidad en 1357)
- Murcia (1272)
- Coímbra (1290), inicialmente fundados en Lisboa
- Alcalá (1293, refundados como universidad en 1499)
- Lérida (1300)

En 1303, en la ciudad de Roma se fundó el Studium urbis o La Sapienza; el mismo año se fundan los de Aviñón, también ciudad papal, para contrapesar a la Sorbona —Université d'Avignon et des Pays de Vaucluse—.
Hacia 1378 (la fecha del cisma de Occidente) había en funcionamiento un total de veintiocho studium o universidades; los citados, más Orleans (1306), Angers (de existencia anterior, elevados a universidad en 1364), Perugia (1308), Treviso (1318), Cahors (1332 —Université de Cahors—), Grenoble (1339), Pisa (1343), Praga (1347), Florencia (1349), Perpiñán (1349), Huesca (1354), Pavía (1361), Cracovia (1364), Orange (1365), Viena (1365) y Pécs (1367).